# 姶良市立大山小学校
姶良市立大山小学校（あいらしりつおおやましょうがっこう）は鹿児島県姶良市蒲生町白男にある市立小学校である。2007年3月限りで休校となっている。

## 沿革
1901年（明治34年）私立薄原小学校として設立された。1902年（明治35年）に村立となり、大山尋常小学校となった。1931年（昭和6年）に現在地に移転し、1940年（昭和15年）に高等科を設置して大山尋常高等小学校になった。1941年（昭和16年）4月大山国民学校となり、1947年（昭和22年）4月蒲生町立大山小学校となった。このとき、蒲生中学校大山分校を併設している。1968年（昭和43年）に蒲生中学校大山分校は廃止となるが、新しい校舎が完成するまで分教場として存続し、1970年（昭和45年）4月に統合されて大山分教場も廃止となった。その後児童の減少に伴い、2007年（平成19年）3月限りで休校となり、2015年（平成27年）12月に廃校になった。

### 年表
- 1901年（明治34年） - 私立薄原小学校として設立。
- 1902年（明治35年）5月28日 - 村立となり、大山尋常小学校となる。
- 1931年（昭和6年） - 現在地に移転する。
- 1940年（昭和15年）3月 - 高等科を設置し、大山尋常高等小学校となる。
- 1941年（昭和16年）4月 - 大山国民学校となる。
- 1947年（昭和22年）4月 - 蒲生町立大山小学校となる。蒲生町立蒲生中学校大山分校を併設。
- 1962年（昭和37年）9月 - 講堂落成。
- 1963年（昭和38年）11月 - 給食室落成、完全給食開始。
- 1985年（昭和60年）3月 - 鉄筋コンクリート造り校舎完成。
- 2007年（平成19年）3月 - 休校となる。
- 2010年（平成22年）3月23日 - 合併により姶良市立となる。
- 2015年（平成27年）12月 - 廃校。